# Uovo in camicia
L'uovo in camicia è una preparazione culinaria dell'uovo che consiste nel gettarlo crudo e sgusciato in acqua bollente (acidificata con aceto) e mantenervelo per almeno tre minuti.

## Procedimento
Per preparare un uovo in camicia si procede come segue:
- portar l'acqua al sobbollimento (75-80 °C)
- aggiungervi aceto per creare un ambiente acido
- rompere le uova in una tazza
- creare un vortice nell'acqua con una spatola
- versare le uova sgusciate nell'acqua in ebollizione (se più di una cercando di tenerle il più possibile distanti l'una dall'altra)
- con una schiumaiola rivoltare l'albume di ogni uovo sul suo tuorlo
- trascorsi 3 minuti di cottura versare le uova in un'insalatiera d'acqua fredda

La cottura può anche avvenire in un foglio di pellicola alimentare resistente al calore, per cuocere l'uovo privato del guscio evitando eventuali dispersioni in acqua; in questo caso conviene ungere con olio la parte della pellicola che verrà a contatto con l'uovo per evitare l'aderenza di quest'ultimo alla pellicola stessa.
Un altro metodo è quello di usare una ciotola nella quale si pone un cucchiaio abbondante di acqua fredda: vi si rompe l'uovo e si pone la ciotola nel forno a microonde, mantenendovelo per il tempo necessario alla cottura dell'albume e togliendolo prima che il tuorlo solidifichi.

## Principio scientifico
La riuscita della preparazione è dovuta all'aceto, che acidifica l'acqua di cottura abbassandone il pH. Le proteine dell'albume coagulano a pH acido, il che evita la dispersione nell'acqua conservando l'albume intorno al tuorlo.
Creare un vortice permette all'uovo, meno denso dell'acqua, di rimanervi al centro evitandone la dispersione nell'acqua di cottura. L'operazione richiede molta attenzione perché la turbolenza potrebbe provocare l'effetto opposto.
Il tempo di cottura di 3 minuti consente di vedere il tuorlo semi-cotto che cola come nella ricetta dell'uovo bazzotto.

## Consumo
L'uovo in camicia si mangia abitualmente con un'insalata verde, di valeriana, di pomodoro oppure caldo con salsa, pancetta e crostoni di pane.
In Francia è in uso anche un'analoga cottura dell'uovo anziché in acqua, nel vino rosso, addizionato di un po' di aceto, e la preparazione prende il nome di œufs à la vigneronne o œufs en meurette. L'uovo assume in questo caso un aspetto rosato.

## Varianti

### Uova alla Benedict
Dette anche "uova Benedict", sono di fatto una variante al piatto dell'uovo in camicia. Infatti il metodo di cottura è il medesimo ma cambia il modo di servire le uova. Sul piatto sono predisposti due mezzi muffin inglesi e su di ciascuno di essi vengono predisposte fette di prosciutto o di bacon oppure di salmone e fette di pomodoro (questo può essere anche servito come guarnitura con uso di pomodorini tagliati a metà); su ciascuna fetta così predisposta si adagia un uovo "in camicia", ricoperto poi con salsa olandese.